# Och stjärnans namn var malört
Och stjärnans namn var malört är en svensk dokumentärfilm från 1996 i regi av Lennart Malmer. Filmen skildrar efterverkningarna av kärnkraftsolyckorna i Harrisburg och Tjernobyl.